# Las Salinas (Talcahuano)
Las Salinas es un sector perteneciente a la Ciudad de Talcahuano y comuna chilena homónima. Se encuentra en las zonas bajas aledañas al Canal El Morro, y Canal Ifarle. Ha tenido un desarrollo gradual, y desde la década de 1990, ha sido una zona de expansión urbana con proyectos como San Marcos. Por otro lado, ha tenido un campus universitario, primero de la Pontificia Universidad Católica de Chile y luego de la Universidad San Sebastián.

## Límites
Los límites aproximados del sector son:
- Al norte con el Canal Ifarle (avenida Vasco Nuñez de Balboa)
- Al Este con el Puente Perales y cerro Macera en Autopista
- Al Sur con la Línea Férrea paralela con la Avenida Cristóbal Colón
- Al Oeste con el Canal El Morro y Ruta Interporuaria

## Poblaciones
- Santa Clara
- Villa mar
- Parque Residencial Las Salinas
- Santa Marta
- Santa Cecilia
- Conjunto Residencial San Marcos
- Conjunto Residencial San Marcos 2000
- Villa Colonial
- Villa El Sauce
- Verde Mar
- Luisa Echavarría

## Viviendas
Es un sector heterogéneo, que tiene construcciones antiguas y modernos conjuntos habitacionales con estilos más uniformados. En torno a Avenida Cristóbal Colón es posible ver aún grandes casas, en la vereda poniente (aproximadamente entre Pasaje 3 Montes y Calle José Ignacio Zenteno). En estas casas se han instalado algunas empresas, una Universidad (Laboratorio Biotecmar de la UCSC) y un Colegio (Colegio Talcahuano). Actualmente es una zona de expansión urbana de la ciudad.

## Educación e investigación
En este sector se encuentra las escuelas: 
- Escuela Manuel Montt, F-509. Se ubica en Manuel Montt 410, en la Población Santa Clara (destruida durante terremoto/tsunami 27 Feb 2010 y actualmente en reconstrucción)
- Escuela Cruz del Sur E-485, Ubicada en J. Guillermo Sosa Severino 318.
- Escuela Huertos Familiares, ubicada en Jaime Repullo 3337, Huertos Familiares.

Los Liceos, que se encuentran actualmente:
- Liceo Comercial B-22 Profesor Sergio Moraga Arcil. Se encuentra en Avenida Almirante Francisco Nef 270.
- Liceo Polivalente, B-26. Se encuentra en Avenida Almirante Francisco Nef 310.

Además se encuentra el Colegio Talcahuano, formado en la década de 1980, ubicado en Avenida Cristóbal Colón 2910. En Avenida Cristóbal Colón 3578, se encuentra el [Colegio San Cristóbal], establecimiento fundado el año 1996 por José Herrera Ferrada (fundador de Asociación Deportiva Integrada y Cultural de Colegios Particulares de Concepción [ADICPA]).
Más al sur en calle Luis Gómez Carreño 3761 se encuentra el Colegio Santa Bernardita este último fundado por la familia Candia Véjar en 1962. Siendo su primera Directora la Sra Myrian Candia Véjar, ( actualmente reside en Santiago)
Hasta 1990, se encontraba el Campus Las Salinas, dependiente de la Sede Regional Talcahuano de la Pontificia Universidad Católica de Chile, en Avenida Cristóbal Colón con Calle José Ignacio Zenteno. Luego de estar desocupado algunos años ese local fue sede de la Escuela Las Américas, de enseñanza para adultos. Esta Escuela posteriormente cambia de local temporalmente al sector Las Higueras, para ser ubicado definitivamente en Las Salinas, en la calle Las Dalias. 
En 2003, la Universidad San Sebastián instala la Sede Talcahuano en Avenida Cristóbal Colón con Calle Zenteno hasta diciembre-febrero del año 2010. Con motivo del terremoto del 27 de febrero actualmente se encuentra el liceo A-21.
La Sede Regional Talcahuano de la Pontificia Universidad Católica de Chile, (hoy Universidad Católica de la Santísima Concepción) instaló en 1988 el Laboratorio Biotecmar, para dar servicios de control de calidad, muestreo y determinaciones a empresas del área pesquera y de alimentos. Sus dependencia se encuentran en el lado noroeste de este sector, en Avenida Cristóbal Colón 2766. En este mismo lugar se encuentra la Sede Talcahuano del Instituto Tecnológico de la Universidad Católica de la Santísima Concepción, que tiene carreras de ingeniería en ejecución y técnico universitario.
En este sector se encuentra la Dirección Zonal Talcahuano (que abarca las regiones de Valparaíso a La Araucanía) y la Base Zonal Talcahuano del Instituto de Fomento Pesquero (IFOP), en Avenida Cristóbal Colón 3656. Este Instituto tiene como misión elaborar y proveer los antecedentes técnicos y las bases científicas para la regulación de las pesquerías y la acuicultura, y la conservación de los recursos hidrobiológicos y sus ecosistemas.

## Economía y comercio
En este sector hay varios microcentros de servicios en las distintas villas y poblaciones.
La Avenida Cristóbal Colón, destaca en este sentido, al presentar diversos locales comerciales, cabe hacer notar, en esta avenida, un conjunto de locales que se ubican cercanos a la entrada a Las Higueras (Avenida Cristóbal Colón con Avenida Desiderio García), en este sector es posible encontrar sucursales bancarias, una carnicería, una farmacia, y la tradicional panadería y pastelería Olimpia, que elabora también calugas de leche.
Cercano a estos locales, pero en la esquina de Luis Gómez Carreño, con Avenida Iquique hay un local de venta de autos usados (Autofrance). 
También, en el sector, hay hoteles, locales gastronómicos como pizzerías (Telepizza), parrilladas y restauranes de comida china; y también farmacias, y un centro médico, que han diversificado la oferta debido al crecimiento de este sector.
Otra calle que posee comercio menor es Calle Almirante Francisco Nef.

## Transporte

### Transporte ferroviario
En la parte norte del sector se encuentra la  bioestación Hospital Las Higueras. Se encuentra ubicada en Calle Germán Riesco entre Calle Ignacio Carrera Pinto y Calle José Ignacio Zenteno

### Transporte público licitado y local
Por Avenida Cristóbal Colón hay locomoción a Concepción, el Mall Plaza del Trébol, Medio Camino y Hualpencillo (sentido sur) y hay locomoción al Centro y San Vicente (sentido norte).
A Este Sector Circulan tres líneas de  Taxibuses Licitados del Gran Concepción: Vía Futuro, Vía Universo y Rengo Lientur - Huertos el Bosque.

## Servicios públicos

### Centro de Salud Familiar CESFAM Leocán Portus Govinden
En un principio llamado como CESFAM Las Salinas, como un homenaje al fallecido edíl porteño, se le llamó CESFAM Leocán Portus Govinden.  El centro está ubicado a dos cuadras de Calle Almirante Francisco Nef. Significó una inversión de 1.402 millones de pesos chilenos. Las obras comenzaron en 2005.
(Servicio de Salud Talcahuano, 2005)
Este centro viene a atender la creciente demanda de este sector de expansión urbana.

## Mutuales de seguridad
Hay dos mutuales que tienen centros en este sector en la Avénida Cristóbal Colón.
- Instituto de Salud del Trabajo (IST)
- Asociación Chilena de Seguridad (ACHS)

## Vialidad

### Calles principales
Sus calles principales son:
- Avenida Cristóbal Colón
- Avenida Almirante Francisco Nef
- Calle Luis Gómez Carreño
- Avenida Iquique
- Calle Hernán Merino Correa
- Calle Claudio Gay Oriente
- Calle Claudio Gay Poniente
- Calle Germán Riesco
- Calle Luis Acevedo
- Calle Manuel Montt
- Calle Manuel Bayón